# Bertil Runnberg
Bertil Ryno Runnberg, född den 5 juni 1923 i Helsingborg, död den 16 mars 2010 i Bandhagen, var en svensk militär.
Runnberg avlade studentexamen 1942. Han blev officer i Kustartilleriet 1945 och löjtnant där 1947. Runnberg övergick 1957 till fortifikationskåren, där han blev kapten samma år. Han blev kapten i generalstabskåren 1962. Runnberg blev stabschef i befästningsinspektionen inom fortifikationsförvaltningen 1964, sektionschef i befästningsavdelningen inom fortifikationsförvaltningen 1968 och överingenjör vid fortifikationsförvaltningen 1972. Han befordrades till major 1964, till överstelöjtnant 1966, till överste 1972 och till överste av första graden 1978. Runnberg var chef för fortifikationskåren och inspektör över rikets befästningar 1978–1983. Han var huvudredaktör för jubileumsskriften Fortifikationen 350 år: 1635-1985 (1986). Runnberg invaldes som korresponderande ledamot av Örlogsmannasällskapet 1974. Han blev riddare av Svärdsorden 1964.